# تيارات الحب (فلم)
تيارات الحب (بالإنجليزية: Love Streams) فيلم دراما أمريكي لعام 1984 من إخراج جون كاسافيتس، في فيلمه الأخير المستقل ومشروعه الإخراجي قبل الأخير. الفيلم مأخوذ من مسرحية تيد آلان التي تحمل نفس العنوان، وكتب آلان السيناريو بمساعدة كاسافيتس. الفيلم من بطولة جينا رولاندز، وجون كاسافيتس، وديانا أبوت.  يحكي الفيلم قصة أخ في منتصف العمر (كاسافيتس) وأخت (جينا رولاندز) يجدان نفسيهما يعتمدان على بعضهما البعض بعد أن هجرهم أحبائهم.
دخل الفيلم في مهرجان برلين السينمائي الدولي الرابع والثلاثين حيث فاز بجائزة الدب الذهبي.

## طاقم التمثيل
جينا رولاندز: في دور سارة لوسون
جون كاسافيتس: في دور روبرت هارمون
دياهن أبوت: في دور سوزان
سيمور كاسيل: في دور جاك لوسون
مارجريت أبوت: في دور مارجريتا
جاكوب شو: في دور ألبي سوانسون
إيدي دونو: في دور زوج الأم سوانسون
جوان فولي: في دور القاضي دنبار
آل روبان: في دور ميلتون كرافيتز
توم بادال: في دور سام المحامي
دو أفيدون: في دور السيدة كينر
ليزلي هوب: في دور جوان

## ملخص أحداث الفيلم
تزور سارة لوسون (جينا رولاندز) شقيقها روبرت هارمون (جون كاسافيتس) بعد مرورها بتجربة طلاق سيئة. روبرت هو كاتب ومدمن على الكحول، وعلى علاقة مع مغنية محترفة. يزور روبرت زوجته السابقة، التي تجبره على رعاية ابنهما البالغ من العمر ثماني سنوات، والذي لم يلتق به من قبل، لمدة 24 ساعة.
يشعر ابن روبرت بالرعب من عالم والده الفوضوي، ويتوسل لوالده أن يعيده إلى منزله بعد رحلة ليلية إلى لاس فيغاس. يعيد روبرت ابنه، وبعد إنزاله، يتعرض روبرت للضرب على يد زوج أم الصبي، وبعد ذلك يصرح ابنه الصبي بحبه لوالده روبرت، الذي يفر من مكان الحادث، ويعود إلى المنزل لرعاية شقيقته وأعز أصدقائه. تحاول سارة ببعض النجاح للحد من التدمير الذاتي لحياة روبرت والتعامل في الوقت نفسه مع اكتئابها وطلاقها، بينما يكافح روبرت بين رغبته الشديدة في حماية أخته والتحدي المتمثل في قبول حريتها كثمن ضروري للحب.

## استقبال الفيلم
أدرج المخرج الياباني شينجي أوياما فيلم «تيارات الحب» كواحد من أعظم الأفلام في كل العصور في عام 2021، وقال: «عندما أفكر في كاسافيتس أشعر دائمًا بالسعادة. أشعر بالسعادة لأنني أحب الأفلام. أنا متأكد من أنني سأظل دائمًا أشعر بهذه الطريقة حتى يوم وفاتي. في نهاية الفيلم يبتسم كاسافيتس وهو يرى الكلب بجواره، والذي تحول إلى رجل عاري. أعيش حياتي دائمًا أتمنى يمكن أن أبتسم هكذا».
منح روجر إيبرت الفيلم 4 من أصل 4 نجوم، مشيرًا إلى أن «المشاهدين الذين نشأوا على أفلام مدربة ومروضة قد يكونون غير مرتاحين في عالم كاسافيتس، ان أفلامه مبنية على الكثير من الكلام والتلويح بالأسلحة واستدعاء الآلهة، وفي بعض الأحيان، كما في فيلم» الأزواج«يتبخر نهج قول الحقيقة الجامح إلى الكثير من الكلام الفارغ والتمثيل المسرحي.. وينجح هذا النهج في فيلم تيارات الحب».
كتبت جانيت ماسلين في 20 مايو 2003، من صحيفة نيويورك تايمز: «لا يوجد مخرج أمريكي آخر يمكنه أن يفعل ما يفعله جون كاسافيتس على الشاشة»، ومنح الفيلم 5 نجوم من أصل 5 نجوم.
صنفت هيئة الإذاعة البريطانية الفيلم في عام 2015، على أنه الفيلم الأمريكي رقم 63 على قائمة أفضل الأفلام الأمريكية على الإطلاق.
منح موقع الطماطم الفاسدة الفيلم تقييم مقداره 100% بناء على آراء 17 ناقد سينمائي.

## وصلات خارجية
https://www.imdb.com/title/tt0087644/ تيارات الحب (فلم)
https://www.criterion.com/current/posts/3261-love-streams-a-fitful-flow تيارات الحب (فلم)
https://www.newyorker.com/culture/richard-brody/movie-of-the-week-love-streams تيارات الحب (فلم)